# Pimai
Pimai va ser un príncep egipci durant la dinastia XXII. Era fill del faraó Xeixonq III, que va servir com a "Gran Cap de Ma" durant el regnat del seu pare.
Tot i que tradicionalment s'ha suposat que Pimai va succeir al seu pare, les proves arqueològiques més recents descobertes per Aidan Dodson el 1993 van establir que un nou rei de la dinastia tanita XXII anomenat Xeixonq IV realment va succeir a Xeixonq III.
Pimai era un home diferent del rei Pami de la dinastia XXII perquè l'ortografia i la traducció dels seus respectius noms són diferents. Mentre que el nom Pami es llegeix com "el gat" en egipci, el nom Pimai es tradueix com "el lleó". El nom del rei Pami va ser transcrit erròniament a Pimai pels historiadors del passat, i es van basar en aquesta visió errònia per pensar-se que era el fill i successor de Xeixonq III. A més, si Pimai va sobreviure realment al seu pare, l'hauria d'haver succeït com a rei en lloc de l'obscur Xeixonq IV, que no consta com a fill de Xeixonq III a les fonts històriques contemporànies. En conseqüència, sembla cert que Xeixonq III va sobreviure a tots els seus fills durant el seu regnat de gairebé 4 dècades. Pimai, per tant, probablement va morir abans que el seu pare.
És possible que Pimai també fos governador a Sais, al delta occidental del Nil, tal com suggereixen un grup d'estàtues dedicades per ell que van ser redescobertes en aquella ciutat. Si és així, va ser un predecessor indirecte del Gran Cap del Ma Osorkon C, que al seu torn va ser succeït pel futur faraó de la dinastia XXIV, Tefnakht.